# Cork Athletic Football Club
Maillots
Le Cork Athletic Football Club est un club de football basé à Cork en Irlande. Il est actif entre 1948 et 1957. Pendant cette courte période, il remporte deux titres de champion d'Irlande en 1950 et 1951.

## Histoire
Le Cork Athletic est le successeur direct du Cork United Football Club. Quand celui-ci quitte le championnat en octobre 1948, Cork Atheltic est immédiatement créé pour prendre la place laissée vacante.
En 1950, le club remporte le championnat. Le club a la possibilité de réaliser le doublé, mais il perd la finale de la coupe contre le Transport Football Club. Cork Athletic a vendu très chèrement sa peau puis qu'il faut deux matchs d'appui pour départager les deux équipes.
La saison suivante Cork Athletic remporte le doublé en battant le Shelbourne FC. En 1953 le club remporte la première finale de la Coupe opposant deux clubs de Cork. Cork Athletic bat alors l'Evergreen United Football Club sur le score de 2 buts à 1.
Le club abandonne toute activité en 1957 pour cause de finances défaillantes. Sept clubs font acte de candidature pour les remplacer dans le championnat. C'est le Cork Hibernians Football Club qui lui succède.

## Palmarès
- Championnat d'Irlande
  - Vainqueur en 1949-1950, 1950-1951.

- Coupe d'Irlande
  - Vainqueur en 1950-1951 et 1952-1953
  - Finaliste en 1949-1950, 1951-1952 et 1955-1956

- Munster Senior Cup
  - Vainqueur en 1950–1951, 1952–1953 et 1954–1955